# Serica aspera
Serica aspera är en skalbaggsart som beskrevs av Dawson 1922. Serica aspera ingår i släktet Serica och familjen Melolonthidae. Inga underarter finns listade i Catalogue of Life.